# South Lyon
South Lyon es una ciudad ubicada en el condado de Oakland en el estado estadounidense de Míchigan. En el Censo de 2010 tenía una población de 11327 habitantes y una densidad poblacional de 1.170,6 personas por km².

## Geografía
South Lyon se encuentra ubicada en las coordenadas 42°27′40″N 83°39′11″O / 42.46111, -83.65306. Según la Oficina del Censo de los Estados Unidos, South Lyon tiene una superficie total de 9.68 km², de la cual 9.67 km² corresponden a tierra firme y (0.05%) 0.01 km² es agua.

## Demografía
Según el censo de 2010, había 11327 personas residiendo en South Lyon. La densidad de población era de 1.170,6 hab./km². De los 11327 habitantes, South Lyon estaba compuesto por el 95.15% blancos, el 0.84% eran afroamericanos, el 0.28% eran amerindios, el 1.66% eran asiáticos, el 0.02% eran isleños del Pacífico, el 0.48% eran de otras razas y el 1.57% pertenecían a dos o más razas. Del total de la población el 2.73% eran hispanos o latinos de cualquier raza.